# Champaign megye (Ohio)
Champaign megye az Amerikai Egyesült Államokban, azon belül Ohio államban található. Megyeszékhelye és legnagyobb városa Urbana. Lakosainak száma 38 714 fő (2020. április 1.). Champaign megye Logan, Union, Madison, Clark, Miami és Shelby megyékkel határos.

## Népesség
A megye népességének változása:
| Lakosok száma | 40 067 | 39 886 | 39 602 | 39 455 | 38 987 | 38 714 |
|               | 2010   | 2011   | 2012   | 2013   | 2015   | 2020   |